# 칼리 로이드 (배구 선수)
칼리 엘런 로이드(영어: Carli Ellen Lloyd, 1989년 8월 6일 ~ )는 미국의 배구 선수로 포지션은 세터이다.

## 클럽 경력
캘리포니아주 폴브룩 출신으로 2007년부터 2010년까지 캘리포니아 대학교 버클리 산하 캘리포니아 골든 베어스 여자 배구단 소속으로 활동했다. 2010년에는 캘리포니아 골든 베어스의 전미 대학 체육 협회(NCAA) 디비전 I 여자 배구 선수권 대회 준우승을 견인하면서 시즌 MVP로 선정되는 영예를 안았다.
2011년부터 2013년까지 이탈리아의 여자 배구 클럽인 푸투라 발리 부스토 아르시치오 소속으로 활동했으며 2011-12 시즌에서 팀의 여자 배구 세리에 A1, 코파 이탈리아, 이탈리아 슈퍼컵, 여자 CEV컵 우승을 견인했다. 2012-13 시즌에서는 푸투라 발리 부스토 아르시치오가 CEV 여자 배구 챔피언스리그에서 3위를 차지하는 데에 기여했다. 2013년에 이모코 발리 코넬리아노로 이적했다가 2014년에 아제르바이잔의 여자 배구 클럽인 로코모티브 바쿠로 이적했다.
2015년에 포미 카살마조레로 이적하면서 이탈리아 무대로 복귀했고 2015-16 시즌에서 팀의 CEV 여자 배구 챔피언스리그 우승에 기여하면서 베스트 세터로 선정되는 영예를 안았다. 필리핀 마닐라에서 개최된 2016년 FIVB 여자 배구 클럽 세계 선수권에서는 팀의 준우승에 기여하면서 베스트 세터로 선정되는 영예를 안았다.
2017년에 브라질의 여자 배구 클럽인 그레미우 헤크레아치부 바루에리로 이적했고 2018년에 프라이아 클루비로 이적했다. 2018년에는 프라이아 클루비의 미나스제라이스주 여자 배구 선수권 대회 준우승, 브라질 여자 배구 슈퍼컵 우승에 기여했고 2018-19 시즌에서는 팀의 브라질 여자 배구 수페르리가 준우승에 기여했다. 2019년에 터키의 여자 배구 클럽인 엑자시바시 비트라로 이적했다가 2020년에 발리볼 카살마조레로 이적하면서 이탈리아 무대에 복귀했다.

## 국가대표 경력
2011년에 미국 여자 배구 국가대표팀 선수로 발탁되었다. 멕시코 과달라하라에서 열린 2011년 팬아메리칸 게임에 참가하여 미국의 여자 배구 동메달에 기여했다. 캐나다 토론토에서 개최된 2015년 팬아메리칸 게임에서는 미국의 여자 배구 금메달에 기여하는 한편 대회 MVP, 베스트 세터로 선정되는 영예를 안았다. 페루 카야오·리마에서 개최된 2015년 여자 팬아메리칸 발리볼컵에서는 미국의 우승에 기여하면서 베스트 세터를 수상했다.
태국 방콕에서 개최된 2016년 FIVB 배구 월드그랑프리에서 미국의 준우승에 기여했으며 브라질 리우데자네이루에서 개최된 2016년 하계 올림픽에서는 미국의 여자 배구 동메달에 기여했다. 일본에서 개최된 2017년 FIVB 월드그랜드챔피언스컵에서 미국이 3위를 차지하는 데에 기여했고 중국 난징에서 개최된 FIVB 여자 배구 네이션스리그에서는 미국이 우승을 차지하는 데에 기여했다. 2018년에 미국 여자 배구 국가대표팀에서 은퇴했다.

## 수상

### 대학
캘리포니아 대학교 버클리
- 2010 NCAA 디비전 I 여자 배구 시즌 준우승

### 클럽
푸투라 발리 부스토 아르시치오
- 2011-12년 이탈리아 여자 배구 세리에 A1 우승
- 2011-12년 코파 이탈리아 여자 배구 우승
- 2011-12년 이탈리아 여자 배구 슈퍼컵 우승
- 2011-12년 여자 CEV컵 우승
- 2012-13년 CEV 여자 배구 챔피언스리그 3위

포미 카살마조레
- 2015-16년 CEV 여자 배구 챔피언스리그 우승
- 2016년 FIVB 여자 배구 클럽 세계 선수권 준우승

프라이아 클루비
- 2018년 미나스제라이스주 여자 배구 선수권 대회 준우승
- 2018년 브라질 여자 배구 슈퍼컵 우승
- 2018-19년 브라질 여자 배구 수페르리가 준우승

### 국가대표
- 2011년 과달라하라 팬아메리칸 게임 여자 배구 동메달
- 2015년 토론토 팬아메리칸 게임 여자 배구 금메달
- 2015년 여자 팬아메리칸 발리볼컵 우승
- 2016년 FIVB 배구 월드그랑프리 준우승
- 2016년 리우데자네이루 하계 올림픽 여자 배구 동메달
- 2017년 FIVB 월드그랜드챔피언스컵 우승
- 2018년 FIVB 여자 배구 네이션스리그 우승

### 개인
- 2015년 팬아메리칸 게임 여자 배구 MVP
- 2015년 팬아메리칸 게임 여자 배구 베스트 세터
- 2015년 여자 배구 팬아메리칸 발리볼컵 MVP
- 2015-16년 CEV 여자 배구 챔피언스리그 베스트 세터
- 2016년 FIVB 여자 배구 클럽 세계 선수권 베스트 세터